# Bacio mortale (film 1932)
Bacio mortale (The Death Kiss) è un film del 1932 diretto da Edwin L. Marin. Girato in bianco e nero, il film presenta alcune sequenze colorate a mano.
Tratto da un romanzo di Madelon St. Denis, è da ricordare la ricostruzione d'ambiente dello studio cinematografico e il piano sequenza iniziale. Bela Lugosi, divo del cinema dell'orrore di quegli anni, qui veste i panni di un produttore sospettato.

## Trama
Un attore viene ucciso sulla scena mentre si gira la scena di una sparatoria. Lo sceneggiatore Franklyn Drew comincia le indagini, precedendo la polizia. L'assassino però si sa nascondere molto bene.

## Produzione
Il film fu prodotto dalla K.B.S. Productions Inc. Venne girato negli studi della Tiffany di Los Angeles.

## Distribuzione
Distribuito dalla Sono Art-World Wide Pictures (con il nome World Wide Pictures Inc.), uscì nelle sale cinematografiche statunitensi l'8 gennaio 1933 dopo una prima in cui fu presentato a San Bernardino il 5 dicembre 1932.
La pellicola è entrata nel pubblico dominio negli Stati Uniti.